# Rick Perry
James Richard Perry conegut com a Rick Perry, (4 de març de 1950 en Paint Creek, Texas) és un polític republicà estatunidenc, actual Secretari del Departament d'Energia dels Estats Units. Va ser el 47º Governador de Texas. Va assumir com a Governador de Texas el desembre de 2000, succeint en el càrrec a George Walker Bush quan aquest va assumir com a President dels Estats Units. També va ser el 44è Tinent Governador de Texas l'any 1999.

## Eleccions presidencials
El 13 d'agost de 2011, Perry va anunciar oficialment que seria candidat a la presidència per las eleccions presidencials de 2012. No obstant això, Perry va suspendre la seva campanya el 19 gener 2012 a causa dels resultats dels "caucus" republicans de dates anteriors.
El 4 de juny de 2015, Perry va anunciar oficialment de nou que seria candidat per las eleccions presidencials de 2016 però de nou va suspendre la seva campanya.